# Ủy ban năm tỉnh Bắc Hàn Quốc

Cờ hiệu cũ của Ủy ban Năm tỉnh Bắc Hàn Quốc (1949-2016)

Ủy ban năm tỉnh Bắc Triều Tiên (tiếng Hàn: 이북5도위원회; Hanja: 以北五道委員會, n.đ. 'Ủy ban năm tỉnh miền Bắc') là một cơ quan chính phủ Đại Hàn Dân quốc thuộc Bộ Hành chính và An ninh.

## Lịch sử
Được thành lập vào năm 1949, ủy ban này chịu trách nhiệm chính thức cho chính quyền của năm tỉnh của Đại Hàn Dân quốc, hay còn gọi là Hàn Quốc hoặc Nam Hàn, nằm hoàn toàn ở phía bắc của Đường phân giới quân sự, khi chính phủ Hàn Quốc chính thức tuyên bố là chính phủ hợp pháp duy nhất của toàn bộ  bán đảo Triều Tiên. Năm tỉnh này bao trùm toàn bộ lãnh thổ của Cộng hòa Dân chủ Nhân dân Triều Tiên, hay còn gọi là Triều Tiên hoặc Bắc Triều Tiên. Tổng thống Hàn Quốc bổ nhiệm các thống đốc cho từng tỉnh. Tuy nhiên, vai trò của nó chủ yếu mang tính biểu tượng, vì lãnh thổ thuộc thẩm quyền hiệu quả của Triều Tiên. Chức năng thực tế chính của ủy ban là hỗ trợ cho những người đào tẩu khỏi Triều Tiên sống ở Hàn Quốc, bao gồm giúp tái định cư người Triều Tiên và tổ chức các sự kiện xã hội cho Triều Tiên.
Mặc dù tên của nó, ủy ban không đóng vai trò nào trong quan hệ Liên Triều; Các vấn đề của CHDCND Triều Tiên được xử lý bởi Bộ Thống nhất. Trong trường hợp sụp đổ của Cộng hòa Dân chủ Nhân dân Triều Tiên, các kế hoạch dự phòng kêu gọi một cơ quan chính phủ mới sẽ được thành lập để quản lý miền bắc Triều Tiên dưới sự lãnh đạo của Bộ trưởng Bộ Thống nhất. Trong trường hợp đó, năm thống đốc sẽ phải từ chức và ủy ban sẽ bị giải tán.

## Cờ hiệu của năm tỉnh Triều Tiên

Bắc Hamgyeong
Nam Hamgyeong
HwangHae
Bắc Pyeongan
Nam Pyeongan

## Các tỉnh Hàn Quốc có lãnh thổ ở CHDCND Triều Tiên
Hai tỉnh của Hàn Quốc, Gyeonggi và Gangwon, chính thức có một phần lãnh thổ của họ ở CHDCND Triều Tiên. Chính phủ Hàn Quốc coi các thống đốc của hai tỉnh này là người đứng đầu toàn bộ tỉnh của họ, bao gồm cả các bộ phận ở miền Bắc.
- Tỉnh Gyeonggi - Gaeseong, Quận Gaepung & Quận Jangdan
- Tỉnh Gangwon - từ tỉnh Kangwon - huyện Gimhwa, huyện Icheon, Tongchon, huyện Pyeonggang và Hoeyang